# Cool for the Summer
„Cool for the Summer” – piosenka amerykańskiej piosenkarki Demi Lovato, wydana jako pierwszy singiel promujący jej  piąty album studyjny – Confident. Singiel miał swoją premierę 1 lipca 2015 r. Został wydany przez cztery wytwórnie – Hollywood Records, Island Records, Safehouse Records oraz Republic Records. Utwór został napisany przez Demi Lovato, Alexandra Erika Kronlunda, Savana Kotecha, Maxa Martina i Alego Payami.

## Utwór w rankingach
Zaledwie niecałe 4 godziny po premierze utwór dotarł do pierwszego miejsca iTunes Top Songs w Stanach Zjednoczonych oraz w wielu innych krajach. Kompozycja zadebiutowała na trzydziestym szóstym miejscu listy Billboard Hot 100 i po kilku tygodniach dotarła na miejsce jedenaste tego notowania. W Wielkiej Brytanii utwór zadebiutował na siódmym miejscu.
W Polsce singiel uzyskał certyfikat platynowej płyty.

## Teledysk
Klip do utworu pojawił się 23 lipca 2015 r. na oficjalnym kanale VEVO piosenkarki. Jest utrzymany w wakacyjno-imprezowym klimacie piosenki. Został wyreżyserowany przez Hannah Lux Davis.

## Lista utworów
- Digital download

| Numer | Tytuł                 | Czas |
| ----- | --------------------- | ---- |
| 1.    | "Cool for the Summer" | 3:34 |

- Digital download (The Remixes)

| Numer | Tytuł                                        | Czas |
| ----- | -------------------------------------------- | ---- |
| 1.    | "Cool for the Summer" (Todd Terry Remix)     | 4:47 |
| 2.    | "Cool for the Summer" (VARA Remix)           | 4:25 |
| 3.    | "Cool for the Summer" (Dave Aude Remix)      | 6:32 |
| 4.    | "Cool for the Summer" (Cahill Remix)         | 6:17 |
| 5.    | "Cool for the Summer" (Plastic Plates Remix) | 4:36 |
| 6.    | "Cool for the Summer" (Mike Cruz Remix)      | 7:23 |

- CD single 1

| Numer | Tytuł                                    | Czas |
| ----- | ---------------------------------------- | ---- |
| 1.    | "Cool for the Summer"                    | 3:34 |
| 2.    | "Cool for the Summer" (DJ Laszlo Remix)  | 6:11 |
| 3.    | "Cool for the Summer" (Todd Terry Remix) | 4:47 |
| 4.    | "Cool for the Summer" (Dave Aude Remix)  | 6:32 |

- CD single 2

| Numer | Tytuł                                     | Czas |
| ----- | ----------------------------------------- | ---- |
| 1.    | "Cool for the Summer"                     | 3:34 |
| 2.    | "Cool for the Summer" (Liam Keegan Remix) | 5:10 |
| 3.    | "Cool for the Summer" (Cahill Remix)      | 6:17 |
| 4.    | "Cool for the Summer" (Mike Cruz Remix)   | 7:23 |

## Notowania
| Lista (2015)                              | Najwyższa pozycja |
| ----------------------------------------- | ----------------- |
| Australia (ARIA)                          | 20                |
| Grecja (Greece Digital Songs)             | 1                 |
| Hiszpania (PROMUSICAE)                    | 13                |
| Irlandia (IRMA)                           | 18                |
| Kanada (Canadian Hot 100)                 | 14                |
| Nowa Zelandia (Recorded Music NZ)         | 9                 |
| Wielka Brytania (Official Charts Company) | 7                 |
| USA Billboard Hot 100                     | 11                |
| USA Pop Songs (Billboard)                 | 3                 |
| USA Digital Songs (Billboard)             | 10                |
| USA Hot Dance Club Songs (Billboard)      | 1                 |